# Yu Dabao
Yu Dabao (于大寶T, 于大宝S, Yú DàbǎoP; Qingdao, 18 aprile 1988) è un ex calciatore cinese, di ruolo difensore o attaccante.

## Carriera

### Club
La sua carriera è iniziata nella prima divisione cinese.
Yu Dabao ha giocato anche in Europa, nel club portoghese Benfica e in varie altre squadre della stessa nazione, per poi tornare a giocare in Cina con il Beijing Gouan, di cui è capitano, e dove viene usato come punta o come difensore centrale. i è capitano

### Nazionale
Debutta con la nazionale cinese nel 2010.

## Statistiche

### Cronologia presenze e reti in nazionale
| Cronologia completa delle presenze e delle reti in nazionale ― Cina | Cronologia completa delle presenze e delle reti in nazionale ― Cina | Cronologia completa delle presenze e delle reti in nazionale ― Cina | Cronologia completa delle presenze e delle reti in nazionale ― Cina | Cronologia completa delle presenze e delle reti in nazionale ― Cina | Cronologia completa delle presenze e delle reti in nazionale ― Cina | Cronologia completa delle presenze e delle reti in nazionale ― Cina | Cronologia completa delle presenze e delle reti in nazionale ― Cina |
| Data                                                                | Città                                                               | In casa                                                             | Risultato                                                           | Ospiti                                                              | Competizione                                                        | Reti                                                                | Note                                                                |
| ------------------------------------------------------------------- | ------------------------------------------------------------------- | ------------------------------------------------------------------- | ------------------------------------------------------------------- | ------------------------------------------------------------------- | ------------------------------------------------------------------- | ------------------------------------------------------------------- | ------------------------------------------------------------------- |
| 7-1-2019                                                            | al-'Ayn                                                             | Cina                                                                | 2 – 1                                                               | Kirghizistan                                                        | Coppa d'Asia 2019 - 1º turno                                        | 1                                                                   | 24’                                                                 |
| 11-1-2019                                                           | Abu Dhabi                                                           | Filippine                                                           | 0 – 3                                                               | Cina                                                                | Coppa d'Asia 2019 - 1º turno                                        | 1                                                                   | 80’                                                                 |
| 16-1-2019                                                           | Abu Dhabi                                                           | Corea del Sud                                                       | 2 – 0                                                               | Cina                                                                | Coppa d'Asia 2019 - 1º turno                                        | -                                                                   |                                                                     |
| 20-1-2019                                                           | al-'Ayn                                                             | Thailandia                                                          | 1 – 2                                                               | Cina                                                                | Coppa d'Asia 2019 - Ottavi di finale                                | -                                                                   | 64’                                                                 |
| 24-1-2019                                                           | Abu Dhabi                                                           | Cina                                                                | 0 – 3                                                               | Iran                                                                | Coppa d'Asia 2019 - Quarti di finale                                | -                                                                   | 75’                                                                 |
| 11-6-2021                                                           | Sharjah                                                             | Cina                                                                | 5 – 0                                                               | Maldive                                                             | Qual. Mondiali 2022                                                 | -                                                                   |                                                                     |
| 7-10-2021                                                           | Sharjah                                                             | Cina                                                                | 3 – 2                                                               | Vietnam                                                             | Qual. Mondiali 2022                                                 | -                                                                   | 61’                                                                 |
| Totale                                                              |                                                                     | Presenze                                                            | 7                                                                   |                                                                     | Reti                                                                | 2                                                                   |                                                                     |

## Palmarès
- Coppa della Cina: 1

Beijing Guoan: 2018